# SSML San Domenico
La SSML San Domenico è una Scuola di grado Universitario per la formazione di Mediatori Linguistici, Interpreti e Traduttori, con sede a Roma, Foggia e Fermo, come da sito Miur SSML Universitaly riconosciuta con Decreto Direttoriale del 24/10/2012 pubblicato nella Gazzetta Ufficiale del 7 novembre 2012 n. 260 dal Ministero dell’Istruzione, Università e Ricerca (MIUR), e dal Decreto di Corso biennale in Traduzione Specialistica e interpretariato dell’8 aprile 22, relativo a Laurea magistrale LM/94. La Scuola mira alla formazione di Mediatori Linguistici, Interpreti e Traduttori specializzati almeno in due e più lingue straniere, attraverso un corso triennale in Mediazione Linguistica per la traduzione e l’interpretazione, rivolta a diplomati che vogliano laurearsi come mediatori linguistici, interpreti, traduttori, traduttori adattatori dell’audiovisivo.

## Storia
Le Scuole per interpreti e traduttori, oggi SSML, sono Istituti derivati storicamente dalle Scuole Superiori per Interpreti e Traduttori (SSIT), regolati da L. 11 ottobre 1986, n. 697. Disciplina del riconoscimento dei diplomi rilasciati dalle Scuole superiori per interpreti e traduttori. Le figure professionali degli interpreti e dei traduttori sono state in questo modo abilitate, col rilascio d'un titolo di studio equipollente, a tutti gli effetti al diploma di laurea rilasciato dalle Università. Dal 2003 con la riforma universitaria le SSIT si sono perciò trasformate in Scuole Superiori per Mediatori Linguistici, attraverso percorsi formativi di alto livello orientati alla mediazione linguistica, culturale e interculturale, dai quali si generano i diversi indirizzi e carriere d’occupazione. Tali Scuole SSML devono, quale loro missione, offrire a tutti gli studenti iscritti la possibilità di raggiungere un elevato livello di conoscenza e specializzazione nelle lingue straniere, e non solamente avere una preparazione nei linguaggi settoriali, utilizzando a tale finalità non solo i moduli formativi in lezione frontale, ma anche la modalità dei laboratori.
In precedenza le strutture della SSML San Domenico, situate sulla via Casilina 233 a Roma, avevano visto per lunghi anni l’operare religioso e sociale di Madre Teresa Margherita, superiora generale delle Suore Domenicane del Sacro Cuore: si trattava di una persona speciale, una madre per il mondo, dedita agli altri, capace di ascoltare le persone che le si avvicinavano, di ascoltare i loro problemi, di dare dei consigli, non solo alle persone che le si accostavano, ma anche alle suore e alle sue ex alunne. La sua era intesa come una missione sociale, in grado di far incontrare percorsi formativi e aiuto al prossimo.
La SSML San Domenico, ispirata da questo esempio e dentro queste stesse strutture, nasce nel 2012 da un’iniziativa della Prof. Adriana Bisirri, Presidente dell’Associazione AUPIU e di UNITALIA, l'Associazione degli interpreti traduttori, adattatori dell'audiovisivo e mediatori linguistici, già direttrice della SSML Gregorio VII, seguendo l’obiettivo primario dell’occupazione, specialmente quando, da dopo il 2009, l’Italia ha cominciato a entrare in crisi economica.
Il Corso triennale in Scienze della Mediazione Linguistica per interpreti e traduttori (L-12) attualmente è riconosciuto equipollente ai diplomi di laurea conseguiti nelle università italiane al termine dei corsi afferenti alla classe L-12 in Mediazione Linguistica. Il titolo rilasciato è riconosciuto a livello Europeo e abilitante all’esercizio della professione in base alla legge 4/2013 come libero professionista e al proseguimento degli studi presso qualsiasi Università Europea.
La sede della SSML San Domenico di Roma è una struttura con un Auditorium di 220 posti, tre cabine conferenza, una cabina di regia e apparecchiature multimediali, sale conferenze, aule per la didattica e laboratori per l’interpretariato e la traduzione e per le esercitazioni linguistiche. Aule attrezzate per congressi, meetings, seminari, formazione professionale, universitaria ed aziendale.

## Le figure professionali collegate alla Mediazione Linguistica, all’interpretariato e alla traduzione
La mediazione linguistica è da riconoscersi come un processo di comunicazione tra delle diverse parti il cui codice di comunicazione non risulti condiviso: al fine di far incontrare e comunicare tali diverse parti si rivela necessario l'intervento di un ulteriore soggetto, definito appunto quale mediatore linguistico.
Le figure professionali che possono al momento attuale ricollegarsi alla formazione offerta dalla Mediazione Linguistica possono differenziarsi nelle seguenti occasioni di occupazione: dal traduttore tradizionale all'adattatore di sottotitoli e audiodescrizione di audiovisivi (cinema e televisione); dal consulente linguistico per le Camere di Commercio al consulente linguistico per le forze dell’ordine e per i tribunali (civili e penali); dai responsabili delle relazioni esterne di aziende o di uffici pubblici ai responsabili della comunicazione aziendale per multinazionali o per aziende import-export, fino ai portavoce e addetti stampa, traduttori-interpreti in agenzie giornalistiche e di testate web.
Entrano nel campo della mediazione linguistica però anche figure come gli operatori di pace, cooperanti nelle organizzazioni umanitarie, impiegati pluriculturali in ambasciate, in uffici consolari o nelle Ong. Diversi ruoli d’alta competenza in mediazione linguistica possono anche annoverarsi nel contesto turistico all’interno di PCO - Professional Conference Organicers -  e dei trasporti internazionali, e come tali nelle funzioni fondamentali delle pubbliche relazioni e della cooperazione.